# De 13 geboden
De 13 geboden (Frans: Les 13 Transgressions) is een sciencefictionstrip geschreven door Laurent-Frédéric Bollée en Christian Godard. De tekeningen zijn gemaakt door Alexandre Coutelis en ingekleurd door Martine Gesneau. De uitgeverij van de strip is Arboris. De strip bestaat uit slechts 1 deel.

## Inhoud
Het verhaal volgt een jonge protagonist (Syghor Sadkin). Hij ontdekt dat hij de erfgenaam is van een oude, vergeten lijn van strijder-priester. Deze lijn is verantwoordelijk voor het beschermen van de dertien geboden. De dertien geboden zijn de fundamenten van goed en kwaad. Deze geboden zijn niet zomaar wetten, maar zijn verbonden aan een krachtige, magische energie die kan worden gebruikt om de balans tussen goed en kwaad in de wereld te handhaven. Natuurlijk duiken er diverse tegenstanders op die misbruik willen maken van deze mythische kracht.

## Achtergrond
Het verhaal speelt zich af in hetzelfde universum als dat van Axel Moonshine. De hoofdpersoon Syghor Sadkin is een oude vriend van Axel. Axel Moonshine komt wel ter sprake, maar speelt geen enkele rol in dit verhaal.

## Album
- Het schepsel van Rhamane (1990)